# Frontella pallida
Frontella pallida är en spindelart som beskrevs av Kulczynski 1908. Frontella pallida ingår i släktet Frontella och familjen täckvävarspindlar. Inga underarter finns listade i Catalogue of Life.